# Бровки (Ростовская область)
Бровки — хутор в Сальском районе Ростовской области.
Входит в состав Кручёно-Балковского сельского поселения.

## География
На хуторе имеются две улицы — Дачная и Магистральная.

## Население
| 2010 |
| ---- |
| 61   |